# کلیفورد اودامه
کلیفورد اودامه (انگلیسی: Clifford Odame؛ زادهٔ ۱۹۴۶) بازیکن فوتبال اهل غنا بود.
وی همچنین در تیم ملی فوتبال غنا بازی کرده‌است.